# Heegan FC
Heegan Football Club w skrócie Heegan FC – somalijski klub piłkarski, grający w pierwszej lidze somalijskiej, mający siedzibę  w mieście Mogadiszu.

## Sukcesy
- I liga[1]
  - mistrzostwo (2): 1967, 2015.

## Występy w afrykańskich pucharach
| Sezon | Rozgrywki       | Runda   | Kraj     | Klub             | Dom | Wyjazd | Dwumecz |
| ----- | --------------- | ------- | -------- | ---------------- | --- | ------ | ------- |
| 1968  | Puchar Mistrzów | wstępna | Tanzania | Cosmopolitans FC | –   | –      | –       |
| 1968  | Puchar Mistrzów | 1       | Sudan    | Al-Mourada SC    | 1–1 | 1–3    | 2–4     |

## Stadion
Domowe mecze klub rozgrywa na stadionie o nazwie Banadir Stadium w Mogadiszu, który może pomieścić 10000 widzów.